# Martin Knobbe
Martin Knobbe (* 18. April 1972 in München) ist ein deutscher Journalist.

## Ausbildung und Beruf
Martin Knobbe studierte Neuere und Neueste Geschichte, Politische Wissenschaften, Sozial- und Wirtschaftsgeschichte an der Ludwig-Maximilians-Universität in München.
Neben dem Studium arbeitete er als freier Mitarbeiter für Lokalredaktionen des Münchner Merkur, dann der Süddeutschen Zeitung. Als Gesellschafter des Journalistenbüros schreib.maschine schrieb er für mehrere Medien, unter anderem für das Jugendmagazin jetzt der Süddeutschen Zeitung und das Wirtschaftsmagazin brand eins. Von 1999 bis 2001 besuchte er den 24. Lehrgang der Henri-Nannen-Schule in Hamburg. Anschließend wurde er Redakteur im Deutschland-Ressort des Magazins stern und berichtete hauptsächlich über relevante Kriminalfälle und aus den Themenfeldern Extremismus und Terrorismus.
Von 2010 bis 2015 war Knobbe USA-Korrespondent für den stern mit Sitz in New York. Zum 1. Februar 2015 wechselte er als Reporter ins Berliner Büro des Nachrichtenmagazins Der Spiegel mit dem Schwerpunkt Innere Sicherheit. So recherchierte er mit Kollegen im Nachgang der NSA-Affäre unter anderem zu fragwürdigen Überwachungsmethoden des Bundesnachrichtendienstes.
Ab dem 1. Februar 2019 leitete er zusammen mit Melanie Amann, Sebastian Fischer und Philipp Wittrock das Hauptstadtbüro des Magazins.
Knobbe führte beim Spiegel ein Rechercheteam mit Maik Baumgärtner, Vera Deleja-Hotko, Walter Mayr, Alexandra Rojkov und Wolf Wiedmann-Schmidt an, das im Mai 2019 die sogenannte Ibiza-Affäre mit auslöste. Der Spiegel und die Süddeutsche Zeitung veröffentlichten gemeinsame Recherchen über ein 2017 heimlich aufgenommenes Video, das den späteren österreichischen Vize-Kanzler Heinz-Christian Strache und seinen Vertrauten, den FPÖ-Politiker Johann Gudenus, bei einem Treffen mit einer angeblichen russischen Oligarchennichte auf Ibiza zeigte. Strache hatte ihr Staatsaufträge gegen Wahlkampfunterstützung in Aussicht gestellt sowie ein offenbar illegales Parteispendensystem erläutert. Infolge der Affäre zerbrach die ÖVP-FPÖ-Regierungskoalition unter Kanzler Sebastian Kurz, am 29. September 2019 kam es zu Neuwahlen in Österreich.
Zum 1. Dezember 2024 wurde Knobbe stellvertretender Chefredakteur beim Handelsblatt.
Martin Knobbe lebt mit seiner Familie in Berlin.

## Bücher
- mit Stefan Schmitz: Terrorjahr 1977. Wie die RAF Deutschland veränderte, Heyne, 2007, ISBN 978-3-453-62023-0
- mit Christoph Hickmann und Veit Medick: Lockdown: Wie Deutschland in der Coronakrise knapp der Katastrophe entkam, DVA, 2020, ISBN 978-3-421-04878-3

## Nominierungen und Preise
- 2003: Nominierung Egon Erwin Kisch-Preis für „Tod eines Dealers“ (stern), eine Reportage über einen illegalen Flüchtling aus Nigeria, der bei einem Brechmitteleinsatz der Hamburger Polizei ums Leben gekommen ist.[13]
- 2007: 3. Platz des Journalistenpreises des „Weißen Ring“ für „Herrscher über Leben und Tod“ (stern), eine Reportage über einen so genannten Todespfleger und seine Opfer aus dem Allgäu.[14]
- 2010: Shortlist Henri-Nannen-Preis (Dokumentation) für „Aus dem Leben eines Terroristen“ (stern), ein Portrait, das die Radikalisierung eines Mitglieds der islamistischen „Sauerland-Gruppe“ beschreibt.[15]
- 2013: Nominierung für den Preis der Kindernothilfe für „Hier tagt ein Kinderschutzbund“ (stern), eine Reportage über die schwere Geburt einer Kinderrechtsresolution der Vereinten Nationen (mit Giuseppe Di Grazia).[16]
- 2017: Vorauswahl Nannen-Preis (Reportage) für „Der Scheinterrorist“ (Spiegel), ein Portrait über einen Mann, der seine Kinder in Syrien aus den Fängen des IS befreien wollte und dafür in Deutschland verurteilt wurde (mit Fidelius Schmid).[17]
- 2019: Deutscher Reporterpreis (Investigation) für die „Ibiza-Affäre“ (Team Spiegel und Team Süddeutsche Zeitung).[18]
- 2019: Journalist des Jahres (Kategorie Team, 2. Platz) für die „Ibiza-Affäre“ (Team Spiegel und Team Süddeutsche Zeitung).[19]
- 2019: Journalist des Jahres Österreich (Sonderpreis für Investigation) für die „Ibiza-Affäre“ (Team Spiegel und Team Süddeutsche Zeitung).[20]
- 2020: Nannen-Preis (investigative Leistung) für die „Ibiza-Affäre“ (Team Spiegel und Team Süddeutsche Zeitung).[21]
- 2021: Nominierung Deutscher Reporterpreis (Investigation) für Serie über Masken-Deals (Spiegel-Team).[22]